# Der goldene Vogel

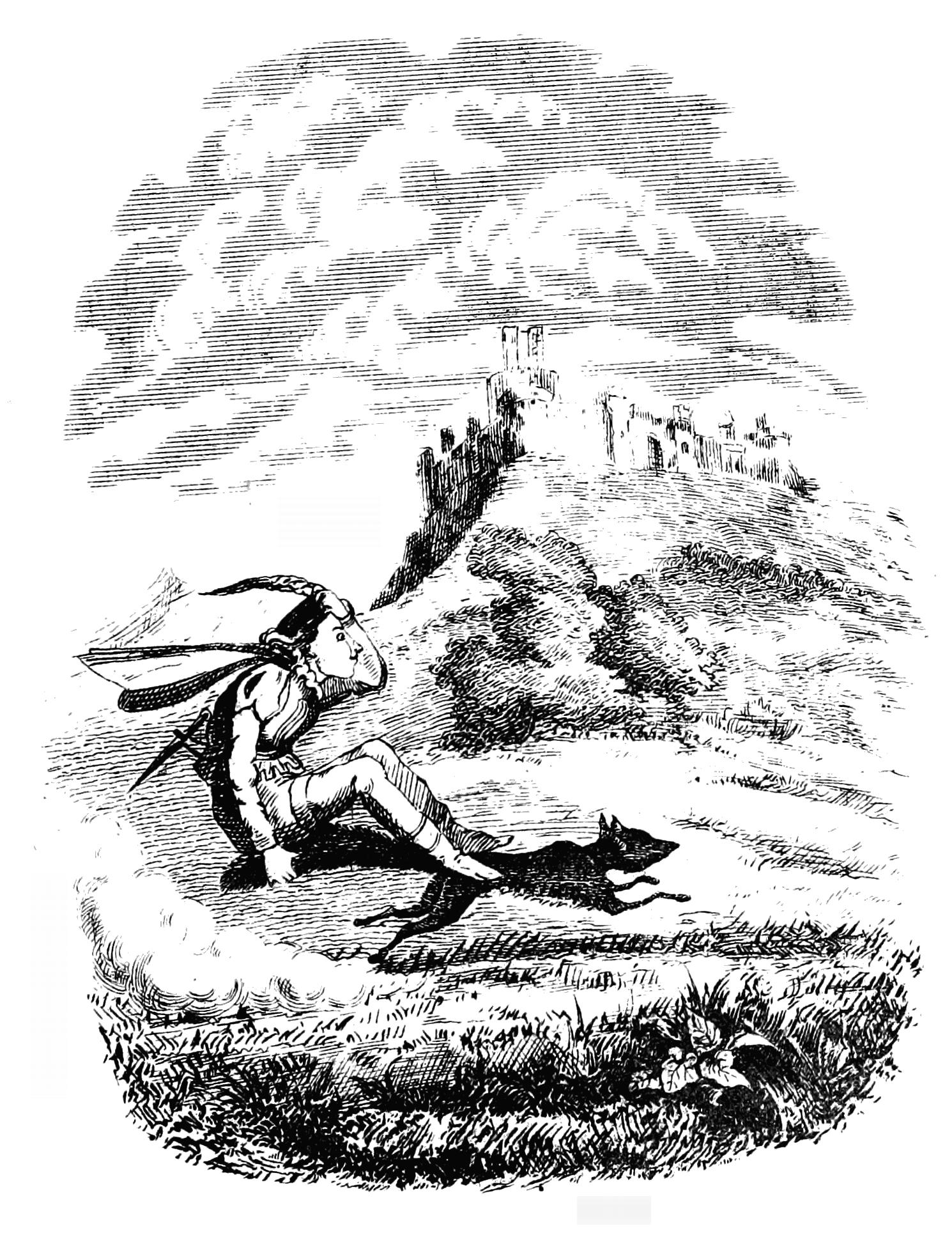
Illustration von George Cruikshank, 1876

Der goldene Vogel ist ein Märchen (ATU 550). Es steht in den Kinder- und Hausmärchen der Brüder Grimm an Stelle 57 (KHM 57). Bis zur 2. Auflage lautete der Titel Vom goldnen Vogel. Das Märchen stammt wahrscheinlich aus Wilhelm Christoph Günthers Sammlung Kindermährchen von 1787 (Nr. 26 Der treue Fuchs). Zudem ist es in ähnlicher Form auch in Österreich sowie im tschechischen, polnischen, slowenischen, serbischen, bulgarischen, rumänischen, finnischen, estnischen, litauischen und ukrainischen Sprachraum bekannt.

## Inhalt
Brüder Grimm

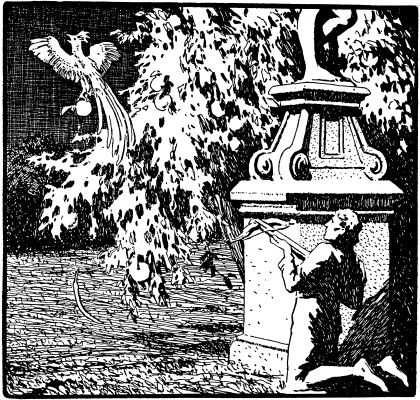
Illustration von Otto Ubbelohde, 1909

Im Garten des Königs steht ein Baum, der goldene Äpfel trägt. Als der König feststellt, dass ein Apfel fehlt, müssen seine drei Söhne der Reihe nach wachen. Erst der Jüngste schläft dabei nicht ein. Er sieht einen goldenen Vogel einen Apfel nehmen und schießt ihm eine Feder ab. Die Feder ist so wertvoll, dass der König den Vogel haben will und seine Söhne der Reihe nach losschickt, ihn zu fangen. Jeder begegnet unterwegs einem Fuchs, der darum bittet, nicht erschossen zu werden. Nur der Jüngste ist gnädig. Dafür gibt ihm der Fuchs den Rat, im Dorf nicht in das gute, sondern in das schlechte Wirtshaus zu gehen. Der Jüngling folgt dem Rat, ohne nach seinen Brüdern zu schauen, die sich vergnügen. Der Fuchs weist ihm den Weg an den schlafenden Soldaten vorbei ins Schloss, in dessen letzter Kammer der goldene Vogel sitzt. Als er aber entgegen dem Rat des Fuchses den Vogel aus dem hölzernen Käfig nimmt und stattdessen in den goldenen setzt, stößt der Vogel einen Schrei aus. Der Jüngling wird von den Soldaten ergriffen und soll sterben, es sei denn, er holt dem König des Schlosses das goldene Pferd, das sich bei einem anderen Schloss befindet. Der Fuchs weist ihm den Weg. Aber auch dieses Mal folgt der Jüngling dem Rat des Fuchses nicht. Er tauscht den hölzernen und ledernen Sattel gegen einen goldenen. Da verrät ihn das Wiehern des Pferdes. Nun muss er die Königstochter vom goldenen Schloss herbeischaffen, um dem Tod zu entgehen. Auf den Rat des Fuchses hin fängt er sie auf dem Weg zum Badehaus ab. Er kann ihr aber den Abschied von ihren Eltern nicht abschlagen. So wachen alle auf und er wird wiederum festgesetzt. Dieses Mal muss er den Berg abtragen, der dem König vor dem Schloss die Sicht verstellt. Auch diese Aufgabe erledigt der Fuchs für ihn und lässt ihn nach der Königstochter auch seine anderen Schätze zurückholen. Der Fuchs bittet den Jüngling, ihn als Gegenleistung für seine Hilfe tot zu schießen und ihm die Pfoten abzuhauen. Das tut er nicht. Dennoch gibt ihm der Fuchs noch einen letzten Rat: Er solle kein Galgenfleisch kaufen und sich nicht an einen Brunnenrand setzen. Trotzdem löst der Jüngling in einem Dorf seine straffällig gewordenen Brüder vom Galgen aus. Diese jedoch stürzen ihren jüngeren Bruder in einen Brunnen. Nachdem der Fuchs ihn herausgezogen hat, geht er als Bettler verkleidet in seines Vaters Schloss, wo ihn die glückliche Königstochter erkennt. Sie werden verheiratet, die Brüder hingerichtet. Als später der Fuchs seinen Wunsch doch noch erfüllt bekommt, verwandelt er sich in den Bruder der Königstochter, denn er war verzaubert gewesen. Nun leben alle glücklich zusammen.
Johann Wilhelm Wolf
In Wolfs Der Vogel Phönix aus dem Werk Deutsche Hausmärchen (Göttingen / Leipzig, 1851) schickt ein kranker König seine drei Söhne aus, um ihm den Vogel Phönix zu bringen, dessen Gesang heilende Kräfte hat. Nur der jüngste Sohn ist freundlich zu einem Bären, woraufhin ihm dieser zu dem Vogel, der Schönsten unter der Sonne und dem schnellsten Pferd verhilft. Nachdem der Verrat seiner Brüder aufgedeckt ist, heiratet der Jüngste die Schönste unter der Sonne, wird König und die beiden bekommen einen Sohn. Da verlangt es dem Bären danach diesen zu fressen, was er sich trotz allem Jammerns nicht abschlagen lässt, doch als der Tod dem Kinde schon fast gewiss ist, verwandelt sie der Bär plötzlich in einen Prinzen, der nunmehr erlöst ist.
Josef Haltrich
In Haltrichs Der goldne Vogel aus dem Werk Deutsche Volksmärchen aus dem Sachsenlande in Siebenbürgen (Berlin 1856, Nr. 7) baut ein König eine Kirche, der nur noch eins, der goldne Vogel, fehle. Der Jüngste Sohn befreit daraufhin drei Jungfrauen, indem der drei Drachen tötet und kann so den goldnen Vogel ergattern, mit dem zusammen er auf einem sechsfüßigen Pferd heimreitet. Als er auf seine Brüder trifft, versuchen sie ihn zu töten, doch mit Hilfe dreier magischer Früchte, die er von den Jungfrauen erhalten hatte, wird er wieder gesund. Bei seinem Vater angekommen, gelingt es ihm dann, als Beweis für seine Taten, nicht nur das sechsfüßige Pferd zu reiten, sondern auch den goldnen Vogel zum Singen zu bringen. Seine beiden Brüder vermählt er mit zweien der Jungfrauen, er selbst aber nimmt sich die Schönste von ihnen zur Frau.
Weitere
In einer Version, die den Titel Der Vogel Wehmus trägt, aus Reußen bei Hermannstadt stammt und mündlich von Adolf Schullerus mitgeteilt wurde, ist es der jüngste Pfarrerssohn, der den Wundervogel heimbringt, um seinen kranken Vater zu heilen. Nach der Überführung seiner Brüder, bringt er den Wundervogel zurück zu seinem früheren Besitzer, einem König, und zusammen mit dem Fuchs, der sich als ein verzauberter Prinz entpuppt und der dem Pfarrerssohn die Hälfte seines Königreichs überlässt, gelingt es ihm die beiden Töchter des Königs für eine Doppelhochzeit zu gewinnen. Romuald Pramberger veröffentlichte unter dem Titel Die Vögel Phönus und Floribunda eine Version aus Rinegg bei Murau, Steiermark. Eine weitere österreichische Version aus Sankt Blasen in Murau, die den Grimmschen Titel trägt und von einem Müller handelt, wurde 1936/1937 von Anton Dolleschall nach dem Erzähler Josef Gerold aufgezeichnet. 1940 veröffentlichte Elli Zenker-Starzacher eine Version in bairischer Mundart unter dem Titel Vom Goldvogel Phönix in der Wiener Zeitschrift für Volkskunde 45 auf Seite 1.

## Nichtdeutsche Versionen
Bulgarische Version
In einer bulgarischen Version von Nikolai Rainow begeben sich die drei Brüder zusammen auf die Reise, während derer die zwei Älteren den jüngsten Bruder verprügeln und verstoßen. Dieser trifft auf einen Alten Mann, der ihm zu dem goldenen Vogel und der Königstochter des ersten Königs verhilft, indem er ihm auch dabei behilflich ist, das geflügelte Pferd des zweiten Königs zu ergattern. Zudem wird der jüngste Bruder nach seiner Rückkehr von seinen zwei Brüdern an einen Baum gebunden, an dem er verhungern soll, doch der wird befreit und begibt sich verkleidet an den Hof des Vaters. Dort gelingt es ihm durch drei königliche Gewänder, die so hauchzart sind, dass sie in eine Haselnussschale passen und die nur im Lande des ersten Königs gefertigt werden, seine beiden Brüder, die nie im Lande des ersten Königs waren, ihrer Untaten zu überführen, woraufhin diese aus dem Land gejagt werden. Eine sehr ähnliche weitere bulgarische Version, die im Deutschen den Titel Das goldene Vögelchen erhielt, findet sich auf Seite 131 des 14. Bandes der Sammlung für Volksschöpfungen, Wissenschaft und Schrifttum. Diese stammt aus Strelča bei Panagjurište und wurde von G. Rusenski aufgezeichnet. Zu ihr wird angemerkt, dass das gleiche Zaubermärchen auch bei Václav Frolec (Nr. 22, S. 37–49) enthalten ist und vermutlich orientalischen Ursprungs sei.
Estnische Version
In einer estnischen Version ist es ein Wolf, der den dummen Bruder auf dem Rücken trägt und ihm den goldenen Vogel, das Pferd mit der goldenen Mähne und dem goldenen Schweif sowie die Königstochter mit dem goldenen Haar verschafft. Dabei verwandelt sich der Wolf bei der Auslieferung der Königstochter und des Pferds in diese selbst, wandelt sich nach erfolgtem Tausch wieder zurück und entflieht. Bei seiner Rückkehr wird der Dumme von seinen beiden Brüdern erschlagen und in Stücke gehackt, doch mit der Hilfe des Wolfs und einigen Raben, die das tote und das lebendige Wasser bringen, wird der Dumme wieder zum Leben erweckt. Von seinem Vater bekommt er das Recht mit seinen Brüdern zu verfahren, wie er wolle. Er aber lässt sie ohne Strafe in die Welt hinausziehen. Diese Version wurde 1938 von Veera Vanaküla erzählt und von E. Kirss aufgezeichnet sowie im Estnisches Archiv der Volksdichtung hinterlegt. Sie erhielt im Deutschen den Titel Der goldene Vogel und ist eine von mindestens 33 estnischen Varianten.
Weitere
Eine Variante aus dem Werk Slowenische Volksmärchen (Beograd 1963) von Djuza Radović, die im Deutschen den Titel Der goldschwänzige Vogel, das goldmähnige Pferd und der Wolf bekam, ähnelt der estnischen Version. Eine litauische Version aus der fünfbändigen Reihe Litauische Volksdichtung (Vilnius 1962–1968) wurde um 1927 in Mažeikiai aufgezeichnet und erhielt im Deutschen den Titel Die drei Brüder. Bekannt sind 156 litauische Varianten. Vihtori Alavas finnische Version (1892, Nr. 35), die aus dem Dorf Ropsu stammt und im Deutschen den Titel Der Goldvogel trägt enthält einen Löwen als Helfer. Eine von Oskar Kolberg veröffentlichte ukrainische Version wurde im Deutschen als Der Goldvogel und die Meerjungfrau übersetzt. Diese Version wurde zwischen 1870 und 1880 in Horodenka, Pokutien aufgezeichnet, wo ukrainische Huzulen leben. Weiterhin erschien auch eine polnische Version von Kolberg (Band 8, S. 48, Nr. 20), in der der treue Helfer ein Rabe ist. Der deutsche Titel lautet Vom Königssohn und seinem Freund, dem Raben. Pauline Schullerus veröffentlichte eine rumänische Version des Märchens, die im Deutschen den Titel Der Vogel des Paradieses bekam. Besagter Vogel verschafft hier die Jugend und als Helfer tritt Gott in Erscheinung, der dem jüngsten Königssohn bei der Beschaffung des Vogels aus dem Paradies, des Hengstes Negru Dovedit, des Säbels des roten Königs und der Tochter des grünen Königs zur Seite steht. Eine weitere rumänische Version findet sich unter dem Titel Der Vogel Fenus und das Pferd Pandifal in dem Werk Märchen und Sagen aus dem Banater Bergland (Bukarest 1974, Nr. 9) von Alexander Tietz.
Karel Jaromír Erbens tschechische Version erhielt im Deutschen den Titel Feuervogel und Rotfuchs. Eine weitere tschechische Version des Märchens, die im Deutschen den Titel Vom goldenen Vogel trägt, entstammt der Sammlung J. Kutzers und wurde 1877 in Velké Karlovice in der Mährischen Walachei aufgezeichnet. Der Märchentyp „Der goldene Vogel“ ist in Tschechien und bei den Westslawen weit verbreitet. Julian Krzyżanowski wies in Polen, in dem das Märchen ebenfalls weit verbreitet ist, 25 Varianten nach. Eine serbische Version erhielt im Deutschen den Titel Der Feuervogel. Aufgezeichnet wurde sie 1952 in Srebrenica von Ljuba Simić nach der Erzählerin Vukosava Miladinović.
In einer polnischen Roma-Version des Märchens, die im Deutschen den Titel Der goldene Vogel und der gute Hase erhielt, ist es ein Hase, der dem Königssohn dabei behilflich ist seinen erblindeten Vater zu heilen. Diese Version wurde von Izydor Kopernicki aufgezeichnet und erstmals 1891 in Edinburgh im Journal of the Gypsy Lore Society auf den Seiten 282 bis 286 veröffentlicht. Varianten dieses Märchens sind auch von in Deutschland, Schottland, der Slowakei, Rumänien, Schweden, Wales und Ungarn lebenden Rom sowie den Nuri und aus Indien bekannt. Eine stark gekürzte estnische Rom-Version, die 1933 von Paul Ariste aufgezeichnet und 1973 in Tartu durch sein Werk Oriental Studies veröffentlicht wurde, bekam im Deutschen den Titel Der Zaubervogel.

## Grimms Anmerkung

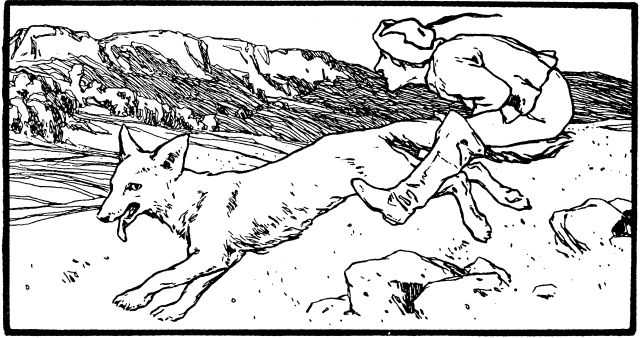
Illustration von Otto Ubbelohde, 1909

Das Märchen stamme aus Hessen (von einer alten Frau im Marburger Elisabeth-Hospital; ab 2. Auflage kombiniert mit Dorothea Viehmann), werde aber im Paderbörnischen (Familie von Haxthausen) ähnlich erzählt: Der kranke oder blinde König kann nur durch das Pfeifen des Phönix geheilt werden, die Zahl der von den Söhnen zu bestehenden Aufgaben variiert dann. In einer Version verschwindet der Fuchs zuletzt, nachdem er erschossen wird. Der Brunnen kann auch ein Steinbruch sein. Das In-den-Brunnen-Stürzen vergleichen sie mit Joseph, die Befreiung daraus mit Aristomenes (nach Pausanias), Sindbad aus 1001 Nacht und Gog und Magog (nach Montevilla). Sie stellen noch viele Literaturvergleiche an, u. a. la petite grenouille verte in Cabinet des fées, Bd. 31, slavonisch „Hexe Corva“ bei Vogl Nr. 1, „Troldhelene“ bei Molbech Nr. 72, walachisch bei Schott Nr. 26, aus der Bukowina von Staufe in Wolfs Zeitschrift „2, 389“. Der Anfang komme auch als Dummlingsmärchen vor (entspricht KHM 64a Die weiße Taube, beeinflusste 2. Auflage von Der goldene Vogel): Jährlich verschwinden die reifen Birnen von des Königs Baum. Die Brüder wachen nacheinander ein Jahr, aber schlafen in der letzten Nacht ein, bis der Dummling dran ist. Er folgt einer weißen Taube auf einen Berg in einen Felsen und erlöst ein graues Männlein und eine Königstochter.

## Herkunft

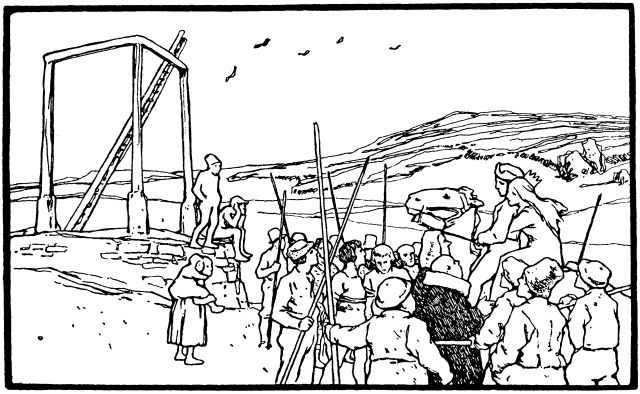
Illustration von Otto Ubbelohde, 1909

Das Märchen ähnelt sehr Der treue Fuchs in Christoph Wilhelm Günthers anonym erschienener Sammlung Kindermährchen von 1787, von der die Brüder Grimm ein seltenes Exemplar besaßen. Ältere literarische Vorbilder: Roman van Walewein; ein Predigtexempel von Johannes Gobi. Die Brüder Grimm glaubten in ihrer Vorrede zum 2. Band 1815 den Vogel identisch mit jenem, der König Mark in Tristan und Isolde das goldne Haar der Königstochter bringt. Viele Varianten zeigen einen fließenden Übergang zu AaTh/ATU 551 (bei Grimm Das Wasser des Lebens). Mögliche Vorläufer sind Pennincs Artusroman De Walewein (13. Jh.), Johannes Gobis Predigtexempel num. 538 in Scala coeli und Straparolas Piacevoli notti 3,2. Im Belauschen der Schönen auf dem Weg zum Bad sieht Walter Scherf einen möglichen Nachklang von Aladin und die Wunderlampe.

## Auflagenvergleich

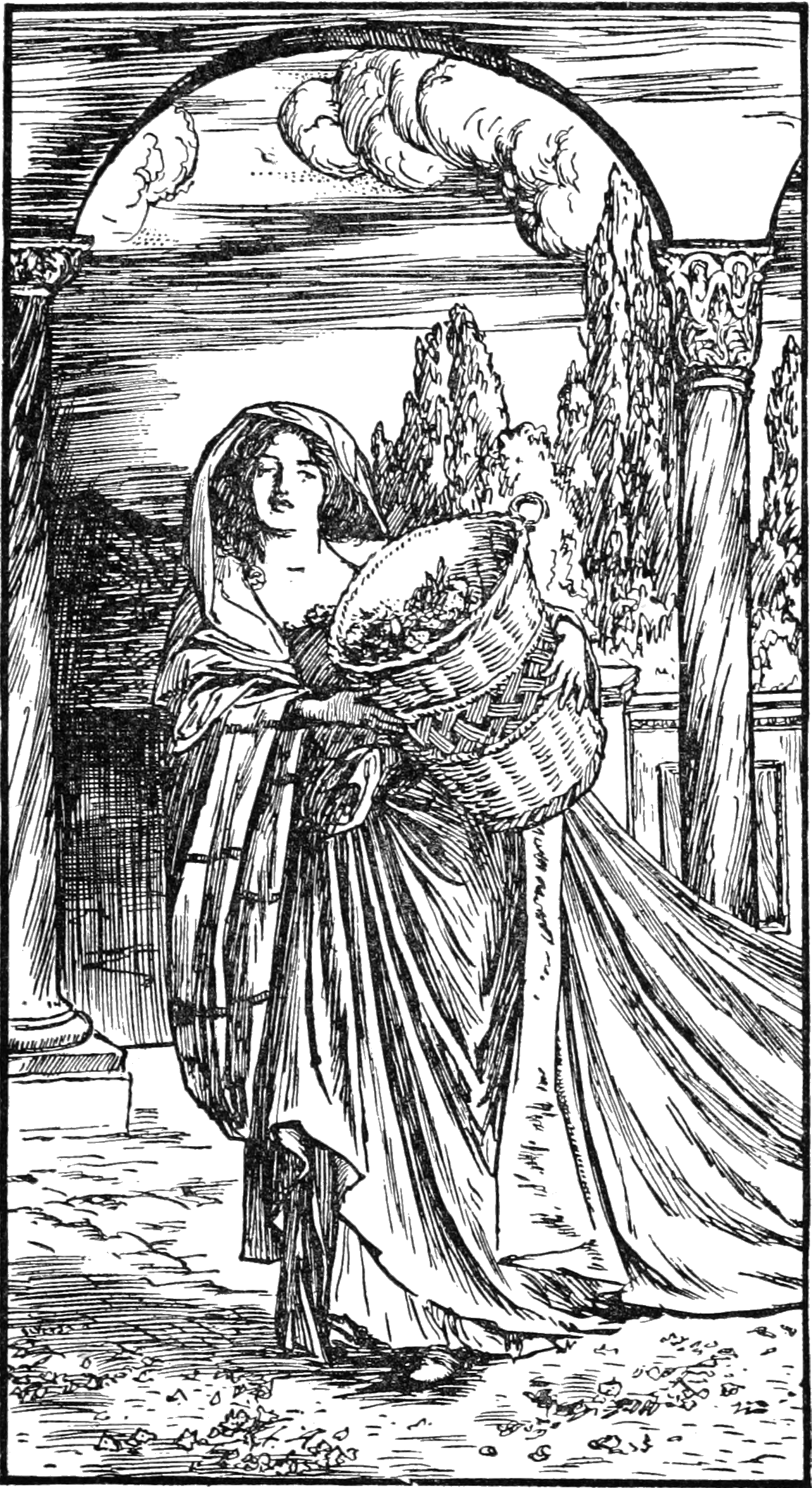
Illustration von Robert Anning Bell, 1912

Bis zur 2. Auflage schickt der König die Söhne des Gärtners, der will den Jüngsten nicht gehen lassen, weil er ihn lieb hat. Vor dem Stall drehen die Knechte Goldsättel in Händen. Ab der 3. Auflage werden die Äpfel am Baum gezählt, erst hier auch die Formulierung vom „Besten“, das dem Jüngsten fehlen soll. Er führt jetzt kurze Dialoge mit dem Fuchs: „sey ruhig, Füchslein, ich thue dir nichts zu Leid“ – „Es soll dich nicht gereuen“. Der Vogel tut im Goldkäfig „einen durchdringenden Schrei“. Die Prinzessin heißt jetzt Königstochter vom goldenen Schlosse (vgl. KHM 6 Der treue Johannes). Der König sagt, „dein Leben ist verwirkt“, kann aber über den Berg „nicht hinaus sehen“. Der Königssohn „gab alle Hoffnung auf“ (gleich einem bekannten Zitat aus Dantes Göttliche Komödie). Im Wald mit dem Brunnen ist es „kühl und lieblich“ (vorher: „lustig und lieblich“), die Sonne brennt heiß. In der 7. Auflage vergisst der Älteste „alle guten Lehren“, der zweite lebt „nur seinen Lüsten“, was wohl eine Dreigliederung der Söhne als Geist, Seele, Körper andeutet.

## Interpretation

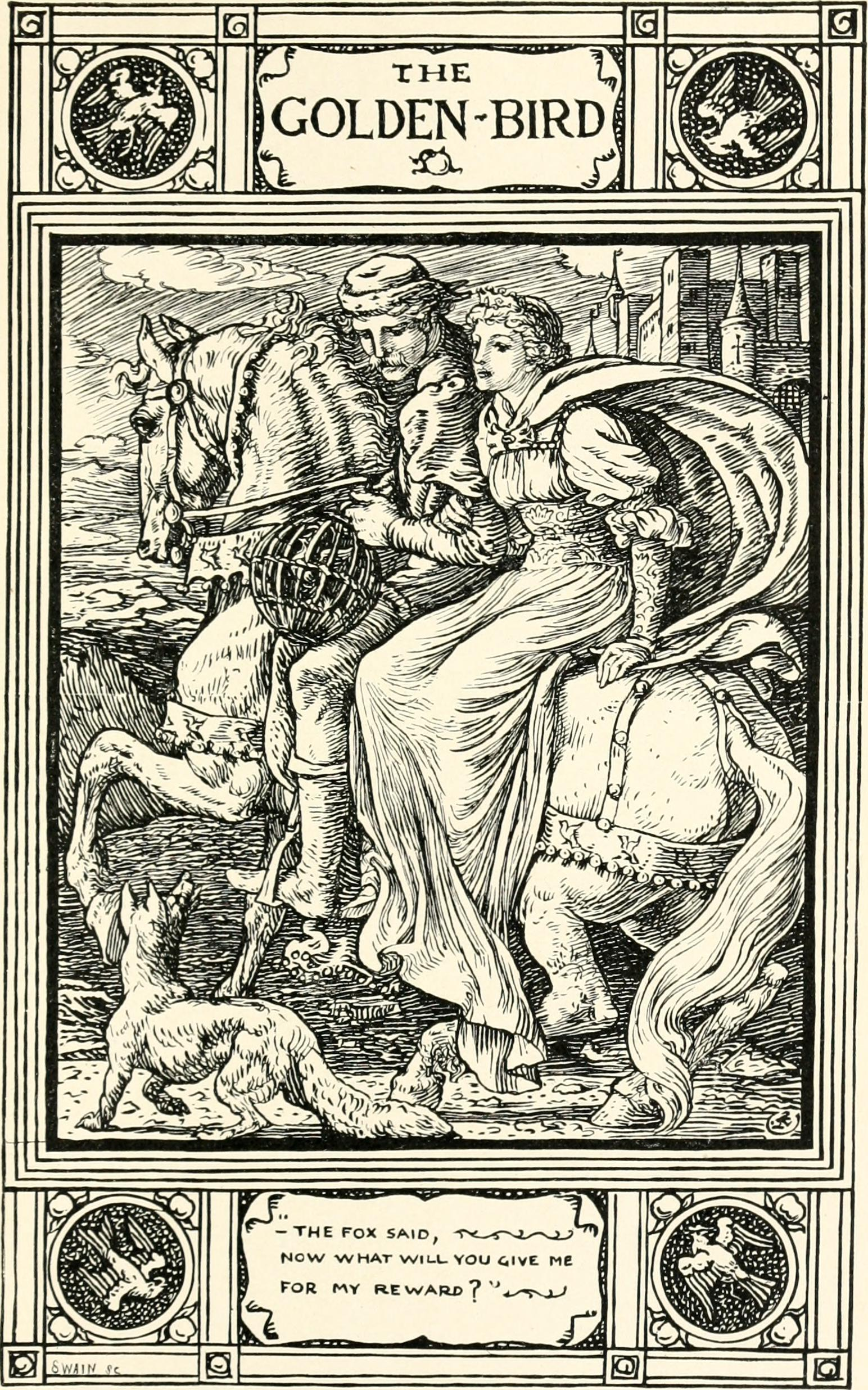
Illustration von Walter Crane

Als der jüngste Sohn fortzieht, sagt der Vater: „Es ist vergeblich, der wird den goldenen Vogel noch weniger finden als seine Brüder, und wenn ihm ein Unglück zustößt, so weiß er sich nicht zu helfen; es fehlt ihm am Besten.“ „Das beste“ nennt der Fuchs später die Königstochter. Es wiederholt sich die Idee eines edlen Kerns, der von seiner nur scheinbar prachtvollen Hülle befreit werden muss: Das schlechte statt des guten Wirtshauses, der hölzerne statt des goldenen Käfigs, der hölzerne und lederne statt des goldenen Sattels, die Hinrichtung der bösen Brüder. Insofern liegt eine Steigerung des bei vielen Märchen zentralen Dualismus zwischen Gut und Böse vor. Die Erlösung gelingt, als der Königssohn die Kleider des Bettlers anlegt und den Tierkörper des Fuchses zerstört. Dabei sind der Vogel, das Pferd und das Schloss der Prinzessin golden, Käfig, Sattel und Fuchs eher rötlich. Der Vogel ist also der Phönix, der in der Alchemie ebenfalls als goldener Vogel aus roter Hülle schlüpft. Der Baum im Garten des Vaters mit den goldenen Äpfeln ist der Baum des Lebens. Der Fuchs kann in Erzählungen verschiedener Kulturen als Weiser oder Seelenführer auftreten.
Eugen Drewermann deutet Vogel, Pferd und Jungfrau im Bad als den Mond, der mit den Sternen am Weltbaum immer wieder geraubt und vom Weltberg verdeckt wird. Doch sei die ursprünglich naturmythologische Symbolik psychisch gemeint, der König ein rationaler Erfolgsmensch. Irgendwann, oft wirklich erst nachts, fühlt er die Äußerlichkeit seines Lebens, was ihm angesichts seiner Autorität wie ein unerhörter Diebstahl vorkommt. Spätestens im Herbst des Lebens zeigt sich, dass die Äpfel der Reife und Liebe, die man Kraft seiner Leistung und Stellung zu verdienen meinte, einem irgendwo gestohlen wurden. In gleicher Oberflächlichkeit will er im Wirtshaus nun das versäumte nachholen, was lediglich die bisherige Haltung dekompensiert. Immer wieder irritiert das Märchen den scheinbar gesunden Verstand. Schon dass die Goldfeder alle Goldäpfel und alles an Wert übertreffen soll, ergibt keinen Sinn, geht man von Gold im Wortsinne aus. Den Prinzen gebührt keine teure Herberge, dem Goldvogel kein Goldkäfig, dem Pferd kein schöner Sattel. Das gilt selbst für Regungen des Mitgefühls: Die Jungfrau darf die Eltern nicht sehen, die Brüder müssen hängen, der gute Fuchs gar zerstückelt werden. Jeder Mensch hat ein sprechendes Tier als Ausdruck uns innewohnender phylogenetischer Weisheit, dem man „nur“ zu folgen bräuchte – das erfordert Gehorsam und Demut (Hebr 5,8 ). Die Seele enthält wirklich goldwerte Schätze, aber gleichsam in irdenen Gefäßen (2 Kor 4,7 ), und sooft man sie im „Goldkäfig“ ausstellen will, der Sattel also wichtiger als das Pferd wird, sitzt man schon wieder fest. Nur ein innerer Gewaltakt gibt der Leidenschaft ihr Ziel (Mt 11,12 ). Es geht um die Menschwerdung der Psyche, eben des Fuchses, dessen Stimme wir gern verdrängen, solange wir hochmütig sind und der Allmacht des Verstandes anhängen, offenbar müssen wir Schritt für Schritt aus Fehlern lernen: „Verborgen vor den Weisen und den Klugen, den Kleinen aber offenbar“ (Mt 11,25 ).

## Vergleiche
- Zwei böse Brüder: Der singende Knochen, Die drei Federn, Die Bienenkönigin, Das Wasser des Lebens, Die Krähen.
- Zur Rolle des Fuchses vgl. Hurleburlebutz, Das Meerhäschen, Die zwei Brüder.
- Verhängnisvoller Abschied von den Brauteltern: Der Liebste Roland, Von dem Sommer- und Wintergarten / Das singende springende Löweneckerchen, Der Eisenofen, Die wahre Braut, Der Trommler.
- Erlösung durch Enthaupten des Tieres: Der treue Johannes, Die drei Männlein im Walde, Die Gänsemagd, Die weiße und die schwarze Braut, Der Löwe und der Frosch (Ablegen der Tierhaut: Das singende springende Löweneckerchen, Hans mein Igel, Der Bärenhäuter, Schneeweißchen und Rosenrot).
- Held begibt sich erst unerkannt an den Hof des Vaters: Allerleirauh, fast alle Varianten von Die Gänsehirtin am Brunnen (Hof des Mannes: Aschenputtel, Die wahre Braut; Odysseus in der Odyssee).
- Das Goldtabu ist auch vergleichbar mit dem Motiv der verbotenen Tür (Marienkind, Fitchers Vogel, Blaubart, Das Mordschloß).
- Vgl. auch Der Soldat und der Schreiner aus Grimms Erstauflage, zum erlösten Bruder auch Schneeweißchen und Rosenrot.
- Vgl. Hirsedieb in Ludwig Bechsteins Deutsches Märchenbuch. Vgl. Die Königstochter im Berge Muntserrat, Der Vogel Phönix in Johann Wilhelm Wolfs Deutsche Hausmärchen, Der Schlüssel in Ulrich Jahns Volksmärchen aus Pommern und Rügen, Nr. 9.

## Fernsehen
Vage Anklänge zeigt aus der Zeichentrickserie Tao Tao Folge 38 Der goldene Vogel.